# Área de Proteção Ambiental de Pouso Alto
A Área de Proteção Ambiental – APA de Pouso Alto foi criada pelo Decreto nº 5.419, de 7 de maio de 2001, do Governo do Estado de Goiás, com o objetivo fomentar o desenvolvimento sustentável e preservar a flora, a fauna, os mananciais, a geologia e o paisagismo da região de Pouso Alto, localizada na Chapada dos Veadeiros, no nordeste do Estado de Goiás.
A APA de Pouso Alto, com 872.000 hectares, abrange os Municípios de Alto Paraíso de Goiás, Cavalcante, Teresina de Goiás, Colinas do Sul, São João d'Aliança e Nova Roma.